# Cormatin
Cormatin ist eine französische Gemeinde im Département Saône-et-Loire in der Region Bourgogne-Franche-Comté. Die Gemeinde hat 569 Einwohner (Stand 1. Januar 2022) und liegt etwa 40 Kilometer nördlich von Mâcon am Ufer des Flusses Grosne.

## Geschichte
Im Zweiten Weltkrieg unter dem Vichy-Regime befand sich in Cormatin ab Anfang September 1940 ein Arbeitslager der Chantiers de la jeunesse française des Groupement n° 4, den 24.000 Personen durchliefen. Da von staatlicher Seite kaum Material zur Verfügung gestellt wurde, halfen Anwohner damit aus. Was die Administratoren als patriotischen Dienst gedacht hatten, endete rasch in Unterbeschäftigung, Alkoholkonsum und unerlaubtem Eindringen in Häuser zur Aneignung von Eigentum seitens der jungen Leute, die ihrerseits unterkühlt und unterversorgt waren.

## Sehenswürdigkeiten
- Wasserschloss Château de Cormatin aus dem 17. Jahrhundert
- Romanische Dorfkirche im Weiler Chazelles

## Persönlichkeiten
- Jacques de Lacretelle (1888–1985), Schriftsteller